# Ousseynou Thioune
Ousseynou Thioune (sinh ngày 16 tháng 11 năm 1993) là một cầu thủ bóng đá người Sénégal thi đấu cho Sochaux, ở vị trí hậu vệ.